# Paul Louzier
Paul Louzier, né le 17 août 1882 à Sens (Yonne) et mort le 9 juillet 1972 à Boulogne-Billancourt, est un maître-verrier.

## Biographie
Il est le fils de Sainte-Anne Auguste Louzier, inspecteur général des monuments historiques et architecte diocésain.
Élève de Luc-Olivier Merson, il a exposé au Salon des artistes français à partir de 1907.
Dans la mouvance du courant Art Déco dont Jacques Grüber était le chef de file incontesté, Louzier a évolué d’une imagerie proche de l’art nouveau vers une stylisation et une palette de plus en plus affirmées.

## Réalisations
En 1917, il réalise avec Edmond Socard les vitraux de l’abside de la cathédrale Sainte-Marie de Bayonne. Il reviendra en 1928 dans cette cathédrale pour y réaliser la Rosace de la Création.
En 1925, il participe à l’Exposition internationale des Arts décoratifs et industriels modernes.
On lui doit encore les vitraux de l’église de Vermelles (1927-1928), Beuvry et Lestrem (1928-1929) (Pas-de-Calais). À Lestrem, il réalise la Cène ; l’atelier de Nazareth ; St Amé prêchant les habitants ; la remise d’une chandelle à deux charitables en présence de St Eloi. À Beuvry, vitrail sur « la charité de Saint-Martin »
Membre des ateliers d'Art Sacrés, il réalise en 1934 avec Marcel Imbs les trois vitraux de la crypte de l’église du Saint-Esprit (Paris 12e). 
En 1936, il participe avec les ateliers d'Arts Sacrés à l’exposition internationale des arts et des techniques. Douze vitraux temporaires sont installés pour plusieurs années dans la cathédrale Notre-Dame de Paris. Louzier réalise un vitrail représentant saint François de Sales et saint Jean-Baptiste Vianney.
Il réalise en 1942 la copie du vitrail « l’arbre de Jessé » situé dans la cathédrale Saint-Étienne de Sens. 
En 1945, il réalise avec son associé Gimonet les 21 vitraux de l’église Notre-Dame-des-Blancs-Manteaux (Paris 4e). Il crée avec celui-ci l’atelier Louzier et Gimonet situé 9 rue Falguière à Paris (Montparnasse). 
Il signe deux vitraux « Art Déco » dans la cathédrale Notre-Dame de Grâce de Cambrai.

### Autres
- Treize vitraux dans l’église Sainte-Benoîte de Falvy (Somme)[9].
- Vitraux de l’église de Ressons-sur-Matz (Oise), caractéristiques de l’évolution du vitrail durant cette période[10].
- Vitraux de l’église de Vauxrezis (Aisne).
- Avec Edmond Socard, quatre verrières patriotiques dans la collégiale Notre-Dame de Semur-en-Auxois (Côte-d'Or)[11]
- Vingt-trois vitraux de l’église Notre-Dame des Anges à Belfort[12].